# Terry Shane
 (février 2008).
Si vous disposez d'ouvrages ou d'articles de référence ou si vous connaissez des sites web de qualité traitant du thème abordé ici, merci de compléter l'article en donnant les références utiles à sa vérifiabilité et en les liant à la section « Notes et références ».
Terry Shane, née le 28 décembre 1952 dans le Minnesota (États-Unis), est une mannequin, notamment de l'agence Glamour.

## Biographie
Cette danseuse américaine rentre à la télé grâce à Stéphane Collaro. Elle commence comme coco-girl de Coco-Boy sur TF1, où elle rencontra Guy Montagné qui deviendra son compagnon pendant près de 20 ans. Elle se marie avec lui en 1995 et divorce en 2003. Pendant leur vie commune, elle le mettra en scène, lors de ses one-man-shows.
Elle jouera dans de nombreuses sitcoms, comme Hélène et les Garçons et Classe mannequin
Elle est aujourd'hui reconvertie dans la thérapie et le soutien psychologique.

## Carrière télévisuelle
- 1982-1983 : Cocoboy de Stéphane Collaro (TF1)
- 1984 : Le Frog Show (Canal+)

## Téléfilms et séries télévisées
- 1989 : Le Voyageur
- 1992 : Tattle tale
- 1992 : Hélène et les Garçons : Arielle (TF1[2])
- 1992 : Counterstrike
- 1993 : Classe mannequin : Terry (M6)
- 1995 : Quatre pour un loyer
- 2012 : Les Mystères de l'amour : Arielle en photo (TMC)
- 2021 : Les Mystères de l'amour : Arielle (TMC)

## Théâtre
- 1997 : Programme minimum avec Guy Montagné et Jean-Hugues Lime